# Allium lasiophyllum
Allium lasiophyllum är en amaryllisväxtart som beskrevs av Aleksei Ivanovich Vvedensky. Allium lasiophyllum ingår i släktet lökar, och familjen amaryllisväxter. Inga underarter finns listade i Catalogue of Life.